# Meduno
Meduno é uma comuna italiana da região do Friuli-Venezia Giulia, província de Pordenone, com cerca de 1.728 habitantes. Estende-se por uma área de 31 km², tendo uma densidade populacional de 56 hab/km². Faz fronteira com Cavasso Nuovo, Frisanco, Sequals, Tramonti di Sopra, Tramonti di Sotto, Travesio.

## Demografia
| Variação demográfica do município entre 1861 e 2011                               |
|                                                                                   |
| Fonte: Istituto Nazionale di Statistica (ISTAT) - Elaboração gráfica da Wikipedia |